# Сезух (Пестяковский район)
Сезух — деревня в Пестяковском районе Ивановской области на одноимённой реке. Входит в Пестяковское сельское поселение.
Расстояние до районного центра (посёлок Пестяки) — 24 км. Расстояние до границы с Нижегородской областью — 4 км.
До мая 2015 года входила в состав Неверово-Слободского сельского поселения.

## Население
| 2010 |
| ---- |
| 94   |